# DAVINCI+
Deep Atmosphere Venus Investigation of Noble gases, Chemistry, and Imaging
DAVINCI+ (acronyme de Deep Atmosphere Venus Investigation of Noble gases, Chemistry, and Imaging) est une des prochaines missions du programme Discovery de la NASA. DAVINCI doit larguer une sonde atmosphérique dans l'atmosphère de Vénus qui collectera, au cours de sa descente vers le sol d'une durée de 63 minutes, des données sur la composition de l'atmosphère et prendra des photos des tesserae, des formations géologiques spécifiques à la planète. DAVINCI+ sera la première mission de la NASA lancée vers Vénus depuis Magellan en 1989.

## Historique

### Définition du besoin
Le projet est développé en prenant en compte à la fois les priorités définies par le  Planetary Science Decadal Survey 2013-2022 (Rapport décennal sur les sciences planétaires) publication du Conseil national de la recherche des États-Unis qui définit les axes de recherche prioritaires pour l'exploration spatiale et les travaux du groupe de travail VEXAG réunissant les spécialistes américains de la planète.

### Sélection
Le projet DAVINCI fait partie des 28 propositions évaluées pour la sélection des 13e et 14e missions du programme Discovery de la NASA qui débute en février 2014. Pour cette mission, plusieurs conditions financières ont été précisées par l'agence spatiale américaine,, :
- un tiers du coût de la mission peut être pris en charge par un partenaire international sans être inclus dans le plafond du budget fixé à 450 millions de dollars ;
- la NASA apportera un bonus de 30 millions de dollars aux propositions qui retiendront le système de communications optique laser testé par la sonde lunaire LADEE. La sélection se fait en trois étapes : la première sélection est suivie d'un deuxième tour à l'issue duquel seulement deux finalistes sont retenus pour une étude plus approfondie[4]. DAVINCI est un des projets retenus au premier tour par la NASA le 30 septembre 2015[5]. Mais il échoue dans l'étape finale. La NASA sélectionne  en janvier 2017 les deux missions spatiales  à destination des astéroïdes : Lucy qui doit être lancée en 2021 et Psyché lancée en 2023[6].

À la suite de cet échec le projet DAVINCI dans une version évoluée (DAVINCI+) fait partie de la vingtaine de  propositions évaluées pour la sélection  des 15e et 16e missions du programme Discovery qui sont recueillies par l'agence spatiale américaine entre le 1er avril et le 1er juillet 2019. Les quatre propositions  finalistes sont annoncées par l'agence spatiale le 13 février 2020. Une fois de plus les deux missions à destination de la planète Vénus DAVINCI et  VERITAS sont retenues au premier tour à côté de deux missions vers le système solaire externe : une mission à destination de la lune de Jupiter, Io et une mission à destination Triton, la lune de Neptune. Les équipes projet de chacune des quatre missions dispose de 9 mois pour détailler leur concept et reçoit 3 millions US$ pour mener à bien cette étude. Le choix des deux missions qui seront retenues doit être effectué par la NASA en 2021. Le 2 juin 2021 la NASA officialise la sélection des deux missions à destination de Vénus : DAVINCI et VERITAS.

### Intervenants
Le centre de vol spatial Goddard, établissement de la NASA, est à la fois responsable du projet dans son ensemble, de la conception de la sonde atmosphérique et dirige l'équipe scientifique. Goddard construit également l'instrument VMS en collaboration avec l'Université du Michigan et les capteurs de l'instrument VASI. L'établissement de Denver de la société Lockheed Martin fournit l'orbiteur, le bouclier thermique avant et arrière de la sonde atmosphérique ainsi que son système de télécommunications et la plateforme supportant les caméras VISOR. Le laboratoire APL de l'Université Johns Hopkins est le responsable scientifique de l'instrument VASI. L'établissement JPL fournit l'instrument VTLS tandis Malin Space Science Systems est le fabricant des caméras des instruments VISOR et VenDI.

## Objectifs scientifiques
Les questions scientifiques traitées par la mission DAVINCI+ sont celles définies comme prioritaires par le rapport décennal sur les sciences planétaires 2013-2022 et les travaux du groupe de travail VEXAG :
- Quelle est l'origine de l'atmosphère de Vénus et comment a-t-elle évolué ? Pour quelle raison et de quelle manière Vénus s'est elle différenciée de la Terre et de Mars.
- Y a-t-il eu un océan primitif sur Vénus ? Si c'était effectivement le cas, quel était son emplacement et quand a-t-il existé ?
- Quelle est la fréquence de l'activité volcanique sur Vénus ?
- Que sont exactement les plateaux de type tesserae ? Quelle est leur origine et comment ont-ils évolué face aux processus tectoniques, volcaniques et d'altération atmosphérique ? Qu'est ce qui les différencie des autres régions de haut plateau comme Ishtar Terra ?

## Architecture de la mission
La réponse aux nombreuses questions soulevées par les missions américaines Pioneer Venus et russes (Venera, Vega) reposent sur la mesure précise des gaz nobles présents dans l'atmosphère, la distribution verticale des gaz à l'état de trace et du rapport entre les différents isotopes de l'hydrogène dans les différentes parties de l'atmosphère. L'évolution des techniques dans le domaine de la spectroscopie de masse, de la spectroscopie au laser à diode accordable et de la spectroscopie infrarouge permettent désormais de traiter ces sujets en utilisant des instruments qui ont prouvé leur fonctionnement en vol.
En survolant la planète Vénus, DAVINCI doit larguer une sonde atmosphérique dans son atmosphère. Cette sonde sera équipée d'un spectromètre de masse, d'un spectromètre laser, d'un ensemble d'instruments permettant d'analyser la structure de l'atmosphère ainsi que d'une caméra fonctionnant en lumière visible et proche infrarouge. Ces instruments seront utilisés pour recueillir des données durant les 63 minutes de descente qui seront transmises par radio au vaisseau porteur chargé d'assurer le relais jusqu'aux stations sur Terre. La sonde doit être larguée au-dessus d'un des tesserae pour qu'elle puisse prendre des photos de ces formations géologiques spécifiques à la planète. Celles-ci pourraient être des vestiges de l'ancienne croûte de la planète.
L'étude effectuée par la sonde atmosphérique est complétée par deux survols de Vénus effectués avant le largage de la sonde et par une phase d'étude depuis l'orbite de plus d'un an effectuée après le largage. Une caméra embarquée sur l'orbiteur fonctionnant dans le proche infrarouge (1 micromètre), l'ultraviolet et incorporant un objectif grand angle doit permettre d'étudier le mystérieux processus d'absorbtion de l'ultraviolet par l’atmosphère de Vénus et les émissions dans le proche infrarouge de la face nocturne. La sonde spatiale, grâce à cet instrument et des modifications de son orbite devrait recueillir des images des couches supérieures de l'atmosphère et de la surface de qualité nettement accrue par rapport à ses prédécesseurs Vénus Express et Akatsuki.

## Caractéristiques techniques
La sonde spatiale DAVINCI comprend un orbiteur et une sonde atmosphérique.

### Instrumentation

#### Instruments de la sonde atmosphérique
La sonde atmosphérique emporte quatre instruments, :
- Le spectromètre de masse quadrupole VMS (Venus Mass Spectrometer) doit recenser in situ les traces de gaz rares ou non et éventuellement découvrir de nouveaux gaz présents dans l'atmosphère de Vénus. L'instrument est similaire au spectromètre  faisant partie du laboratoire SAM de l'astromobile martien Curiosity.
- Le spectromètre à absorption à base de diode laser ajustable VTLS (Venus Tunable Laser Spectrometer) qui doit mesurer in situ et avec une très haute sensibilité les ratios de gaz rares et d'isotopes contenus dans l'atmosphère de Vénus. L'objectif est de tenter d'expliquer les processus chimiques à l’œuvre dans les couches nuageuses supérieurs et près de la surface. L'instrument est similaire au spectromètre faisant partie du laboratoire SAM de l'astromobile martien Curiosity.
- VASI ( Venus Atmospheric Structure Investigation) doit mesurer la pression, la température et la vitesse des vents depuis l'altitude de 70 kilomètres jusqu'à la surface avec une résolution 10 fois supérieure (ou plus) que l'instrument de Pioneer Venus.
- La caméra VenDI (Venus Descent Imager) doit réaliser des centaines d'images durant la descente vers les hauts plateaux de la région Alpha à une altitude comprise entre 5 kilomètres et la surface avec des résolutions permettant d'identifier l'histoire des processus sédimentaires et de réaliser une carte topographique avec une résolution de quelques mètres. La sonde atmosphérique emporte également une caméra infrarouge (1 micromètre) dotée d'une grande sensibilité (ratio signal sur bruit supérieur à 100) pouvant cartographier les émissions des régions de hauts plateaux avec une résolution spatiale de quelques dizaines de mètres. La combinaison des deux caméras doit permettre d'évaluer les scénarios de formation et d'évolution d'une des principales régions de tessera.

#### Instruments de l'orbiteur
L'orbiteur, qui doit mener une mission de télédétection, emporte une suite de quatre caméras VISOR  (Venus Imaging System from Orbit for Reconnaissance) comprenant une caméra fonctionnant dans l'ultraviolet permettant de suivre le déplacement des nuages dans l'atmosphère vénusienne ainsi que trois caméras fonctionnant dans le proche infrarouge (1 micromètre) permettant d'analyser les émissions de la chaleur en provenance de la surface lorsque l'orbiteur survole la face nocturne de Vénus. Ces instruments dérivent des caméras JunoCam embarquée sur la mission Juno et NavCam de la mission OSIRIS-Rex.